# Питър Мейхю
Питър Мейхю (на английски: Peter Mayhew) (роден на 19 май 1944 г.) е английски актьор. Най-известен е с ролята си на Чубака във филмовата поредица „Междузвездни войни“.
Умира на 74-годишна възраст вследствие на сърдечен удар в дома си в Бойд, Тексас.